# Pachybrachis livens
Pachybrachis livens är en skalbaggsart som beskrevs av J. L. Leconte 1858. Pachybrachis livens ingår i släktet Pachybrachis och familjen bladbaggar. Inga underarter finns listade i Catalogue of Life.